# Сферы Windows Live
Сферы Windows Live (англ. Windows Live Spaces) — сервис ведения блогов, созданный американской корпорацией Microsoft. С 2008 года позиционируется как социальная сеть.
Некоторые возможности:
- хранение фотографий
- хранение музыкальных плэйлистов
- RSS-экспорт
- доступ к блогу с мобильных устройств
- каждому пользователю даётся 25 Гб свободного пространства для размещения данных
- гибко настраиваемые стили и темы для оформления своей страницы
- возможность интеграции с другими сервисами Windows Live

С 2009 года на Сферах Windows Live появилась сеть, которая объединяет множество «активностей» в Интернете. Больше не нужно посещать десяток любимых сайтов своего друга, чтобы узнать, чем он живёт в разных социальных сетях — все объединил Windows Live. Каждый пользователь может указать свой аккаунт из множества представленных на Live Spaces сервисов и активность на них будет отображаться на главной странице пользователя.

## Критика
Невозможность полного удаления содержимого блога с помощью предоставленных средств работы.
В случае добавления пользователя в список лиц имеющих разрешение на просмотр сферы он остается в этом списке навсегда с возможностью отключения, но не удаления.
Неясная интеграция сервисов друг с другом, например автоматическое добавление в Messenger друзей из сферы, так же проблемы с их последующим удалением.
При работе со службами Windows Live прежде всего возникает впечатление существования теневых списков, недоступных самому пользователю. Например в список контактов Messenger можно добавить собеседника, но не всегда — удалить, так же известны случаи, когда удаленные собеседники появлялись в списке вновь.

## Закрытие «Сфер» и перенос блогов наWordPress
В конце октября 2010 года пользователям данного сервиса были разосланы оповещения о закрытии Сфер Windows Live 16 марта 2011 года. В письме указывалось, что сделано это с целью «улучшения функциональности блогов, включая интегрированную систему статистики, длительное хранение черновиков и усовершенствование технологии борьбы с нежелательными сообщениями.» Пользователям предлагается перенести свои блоги, которые они вели в данном сервисе, на сервис компании-партнёра WordPress.com. С конца сентября блог можно импортировать на вышеуказанный сайт с сохранением содержания, фотографий, но без сохранения таких вещей, как гаджеты, гостевая книга, списки, заметки и черновики записей. С 4 января 2011 г. больше не будет возможности вносить изменения в блог в Сферах Windows Live, однако можно будет продолжать просматривать прежние записи, загружать содержимое и сохранять его на будущее, а также обновить блог, переместив его в службу WordPress.com.